# 渡辺英彦
渡辺 英彦（わたなべ ひでひこ、1959年2月3日 - 2018年12月19日）は、食による地域ブランド確立および活性化戦略における日本の町おこしの第一人者、食文化プロデューサー。
B級ご当地グルメでまちおこし団体連絡協議会（愛Bリーグ）代表理事。富士宮やきそば学会会長。社団法人富士宮市地域力再生総合研究機構 理事。NPO法人「まちづくりトップランナーふじのみや本舗」理事。経済産業省コンテンツ制作環境整備事業地域プロデューサー。

## 来歴

### 生い立ち
静岡県富士宮市出身。静岡聖光学院中学校・高等学校卒業。中学校進学を機に、言語学者である美尾浩子の自宅に下宿した。美尾の影響で言語学に関心を持ち、大学進学に際しても美尾からアドバイスを受けるなど、多大な影響を受けた。1981年、国際基督教大学教養学部語学科卒業。外資系損保AFIA勤務後、静岡県富士宮市に帰郷。

### 帰郷後
一般社団法人ご当地グルメでまちおこし団体連絡協議会（通称：愛Bリーグ）代表理事、富士宮やきそば学会会長、NPO法人まちづくりトップランナーふじのみや本舗理事、一般社団法人富士宮市地域力再生総合研究機構代表理事ほか、富士山世界文化遺産富士宮市行動計画策定会議議長など数々の要職につく一方で、静岡県立大学ならびに富士常葉大学で非常勤講師として後進の指導にあたり、総務省地域づくり懇談会委員なども務める。
2000年に「富士宮やきそば学会」を設立。地元で食べ続けられてきた特徴ある「富士宮のやきそば」に着目、様々な企画を通して情報発信することにより、10年間で約500億円の経済波級効果を生み出し、観光客の増加につなげる。
2006年から始めた「B-1グランプリ」では2年連続でグランプリを獲得し、「富士宮やきそば」の認知度を更に向上させることに成功。この間に、「NPO法人まちづくりトップランナーふじのみや本舗」「ご当地グルメでまちおこし団体連絡協議会（通称：愛Bリーグ、旧 B級ご当地グルメでまちおこし団体連絡協議会）」「株式会社プロシューマー」等を設立し、全国の自治体、大学、商工会議所等で数多くの講演を行っている。
2015年に直腸がんが発覚し、闘病生活を送っていたが、2018年12月中旬に症状が悪化。同月17日に、駿東郡長泉町の静岡県立静岡がんセンターにて死去。59歳没。

## 人物
コミュニケーション戦略によって地域素材の価値を高めることが最も重要であると考える、「ものづくり」から「ものがたり」へ、初めに言葉ありき！のスタイル。行政予算を使わず、マスコミの報道を活用し、徹底した情報戦略（ネーミングやコピー等情報加工の工夫）により、消費者の認知度向上につなげるべく、話題性のある企画を生み出している。
富士宮やきそばで町おこしをはじめたことで、12年間で664億円の経済効果があり（2012年）、観光客は10万人から40万人と4倍に増えたと言われている。

## 著作
- 『ヤ・キ・ソ・バ・イ・ブ・ル―面白くて役に立つまちづくりの聖書』（2007年5月30日、静岡新聞社 静新新書）ISBN 9784783803331[14]。
- 『なぜ富士宮やきそばはB-1グランプリの覇者となりしか？　B級ご当地グルメで500億円の町おこし』（2011年10月7日、朝日新聞出版）ISBN 	9784023309883 [15]。
- 『富士宮の元気中小企業 オンリーワン企業群がつくる地域の魅力』（共著:坂本光司）（2013年11月28日、同友館）ISBN 9784496050206 [16]。

定期刊行物
- 「ご当地グルメの戦略とネーミングの妙技」『養殖』第9巻、2007年8月、14-16頁。
- 「番組制作--ラジオ 市井に喜怒哀楽を見つけて」『月刊民放』第38巻、第3号 (通巻441)、日本民間放送連盟 (編)〈「新・民放人」へのアドバイス〉、2008年3月、31-33頁、ISSN 0387-3811。
- 「麺財符で観光改革?--ルターも驚くまちおこし」『地方自治職員研修』第5巻、公職研 (編)、2008年5月、26-28頁。
- 「なぜ「富士宮やきそば」は集客力が続くのか? : 生産者+消費者=プロシューマー型ビジネスモデル」『CSV観光ビジネス 地域とともに価値をつくる』、2014年[17]
- 静岡新聞連載コラム「窓辺」執筆担当

共著

- 奈良岡克也、江良實「座談会 青森県新幹線・並行在来線の維持・存続運動の現状と課題」『国労文化』第490号、2008年、10-17頁。
- 作野広和、鳴島礼子 (共著)「日本一鼎談」『Chikai : 地域開発ニュース』第299号、東京電力株式会社営業部コミュニケーショングループ (編)、2008年、6-9頁。
- 「渡邉英彦・「富士宮やきそば学会」会長に聞く B級ご当地グルメによる地域活性化成功の秘訣」『近代セールス』第17巻、2011年9月1日、26-30頁。

## 受賞歴
- 2001年12月  ふるさとづくり振興奨励賞[1][18]
- 2002年05月　しずおか観光大賞[1][19]

明日の日本を創るふるさとづくり推進奨励賞
関東商工会議所連合会ベストアクション表彰
静岡県知事顕彰
岳南朝日新聞社賞ほか
- 2006年06月　日本商工会議所ベストアクション賞[1]
- 2007年11月　総務大臣表彰[20]、日本酒だいびんじょう開発に対して[1]

第3回日本イベント大賞制作賞
- 2008年02月　日本イベント大賞制作賞[1]

## 年表
- 1977年 - 静岡聖光学院中学校・高等学校卒業
- 1981年 - 国際基督教大学教養学部語学科卒業[22]
- 1987年 - 外資系損害保険会社AFIAを退職し、故郷の富士宮に戻る
- 1997年 - 社団法人富士宮青年会議所第26代理事長に就任[23]
- 1998年 -「中心市街地における市街地の整備改善及び商業等の活性化の一体的促進に関わる法律」制定[24][25][26]。
- 1999年 - 富士宮市が企画した中心商店街の振興策を探る「市民参加によるワークショップ」に参加
- 2000年 -「富士宮やきそば学会」発足、会長に就任。活動拠点まちづくりサロン「宮っ」開設[27][28]。
- 2001年 - 復活大宮の市 6mの巨大鉄板を使い、3,776人分のやきそばを振る舞いギネスに挑戦。

ふるさとづくり振興奨励賞
- 2002年 - 地域の活性化活動を行う非営利団体「NPO法人まちづくりトップランナーふじのみや本舗」を設立。秋田県横手市横手やきそば、群馬県太田市太田焼きそば、静岡県富士宮市富士宮やきそばで「三国同麺協定」を締結[29][30]
- 2003年 - 富士宮やきそば学会、商標登録（特定非営利活動法人 まちづくりトップランナーふじのみや本舗）
- 2004年 - 富士宮やきそば、商標登録（富士宮やきそば管理運営会社 株式会社プロシューマー）。お宮横丁内にアンテナショップをオープン
- 2005年 - 4月、富士宮駅改札前に「麺'Sステーション」開店[31][32]
- 2006年 - ご当地B級グルメの祭典「B-1グランプリ」開催CITEREFみずほ総合研究所2008。愛Bリーグ設立、代表理事に就任。第一回B-1グランプリにて優勝。

日本商工会議所ベストアクション賞
- 2007年 - 2年連続でB-1グランプリを獲得。地元老舗酒蔵　富士高砂酒造（株）と共同開発した富士宮やきそばに合う　お酒だいびんじょうを発売[33]。松本大学講演[34]。

『ヤ・キ・ソ・バ・イ・ブ・ル―面白くて役に立つまちづくりの聖書』出版。
- 2008年 - 日本イベント大賞製作賞
- 2010年 - ICTを利活用した食によるまちづくり事業を実施。平成22年度「地域ICT利活用広域連携事業」として総務省より受託[35]
- 2011年 - 富士宮やきそば世界進出のプロデュースを行い、香港・ニューヨーク・シアトル・ローマ・タイに富士宮やきそばで出店。B級グルメ＝ジャパニーズソウルフードとして「焼きそば」を世界的にPR

『なぜ富士宮やきそばはB-1グランプリの覇者となりしか？　Ｂ級ご当地グルメで500億円の町おこし』出版。
- 2013年 - テレビ東京系日経スペシャル カンブリア宮殿　『経済効果660億円！〈B級ご当地グルメ〉で町おこし』 に出演
- 2014年 -富士宮市のB級グルメに「洋食屋」で出されてきた富士宮流のお好み焼きを追加[36]

『CSV観光ビジネス 地域とともに価値をつくる』出版（共著）
- 2016年 - 静岡県立大学「観光基礎講座」出講[37]
- 2017年 - 「2017東海・北陸B-1グランプリin富士」開催[38]「観光基礎講座」出講（静岡県立大学）[39][40]
- 2018年 - B-1グランプリ12周年[41]
- 2019年 - 1月19日、富士宮やきそば 渡辺会長お別れの会[42]

## メディア出演

### テレビ
2000年
- 11月29日（水）　NHK 自らを「やきそばG麺」と称して活動する富士宮やきそば学会員たちの活動（市内焼きそば店の調査）が紹介される

2010年
- 09月20日（月）5:30～8:30 TBS系 みのもんたの朝ズバッ!
- 10月09日（土）5:05～5:30 日本テレビ系  日テレNEWS24

2011年
- 11月14日（月）8:00～9:55 フジテレビ系  情報プレゼンター とくダネ!
- 11月14日（月）9:55～11:30 フジテレビ系  知りたがり!

2012年
- 05月05日（土）23:54～24:00 テレビ朝日系  良好生活研究所
- 05月13日（日）23:26～23:30 日本テレビ系 C-Mania
- 10月22日（月）16:53～19:00 TBS系『Nスタ』

2013年
- 01月17日（木）22:00～22:54 テレビ東京系 日経スペシャル カンブリア宮殿 『経済効果660億円！〈B級ご当地グルメ〉で町おこし』 [43]

2014年
- 01月14日（火）15:50～19:00 TBS系『Nスタ』
- 01月24日（金）23:00～23:58 テレビ東京系ワールドビジネスサテライト

2017年
- 04月02日（日）11:55～12:55 テレビ朝日系ビートたけしのTVタックル
- 05月11日（木）21:00～21:54 日本テレビ系秘密のケンミンSHOW『頑張れ熊本!熱愛高菜漬け＆静岡熱愛謎のしぐれ焼き』

### 地元テレビ
SBSテレビ「とく報4時ら」、静岡あさひTV「とびっきり！しずおか」ゲストコメンテーター他、講演等。

## イベント
- 「B-1グランプリ」を参照

### 講演
2016年
- 02月10日(水)　栃木県宇都宮市 まちなか元気講演会「ご当地グルメのブランド化と地域活性化ビジネスモデルの構築について」
- 02月12日(金)　静岡県富士宮市 富士宮市立大富士中学校「職業講話」
- 02月16日(火)　神奈川県秦野市 公益社団法人 秦野青年会議所「ご当地グルメの成功者から学ぶ地域貢献の仕方」
- 02月17日(水)　広島県広島市 公益財団法人 広島県私立幼稚園連盟「設置者・園長研修会」
- 03月16日(水)　静岡県静岡市 一般財団法人静岡経済研究所 SERI 会員サロン「ご当地グルメによる地方創生」
- 04月16日(土)　静岡県島田市 税理士法人野中会計事務所「経営実践セミナー」
- 06月17日(金)　静岡県静岡市 平井工業共栄会「定時総会」
- 06月23日(木)　静岡県富士宮市 JTB地恵のたび「株式会社第一住建」
- 06月29日(水)　静岡県富士市 一般社団法人 富士青年会議所「サービスを意識した事業 第三回セミナー」
- 11月06日(日)　東京都台東区 高知県産業振興推進部 移住促進課「活き・生き・スキルUP」起業塾
- 11月12日(土)　静岡県富士宮市 JTB地恵のたび「大阪燦紙会」
- 11月22日(火)　岡山県岡山市 ALSOK共栄会「岡山ブロック支部会議」
- 11月24日(木)　静岡県富士市 富士市役所人事課 富士市トップマネジメント研修「職員とまちづくり」

2017年
- 02月13日(月)　静岡県静岡市 静岡県立大学 観光基礎講座「観光と地域創生」
- 02月18日(土)　山形県北村山郡大石田町 ご当地グルメでまちおこしサミット in 大石田「ご当地グルメのブランド化と地域活性化ビジネスモデルの構築」
- 12月19日(火)　広島県福山市 Fuku－Biz「1周年記念イベント」

2018年
- 01月17日(水)　熊本県人吉市 くまもと県南フードバレー「ネットワーク促進会」

## 関連文献
- 中村隆、中村克彦 (共著)「離島振興計画フォローアップ(最終報告)の概要」『しま』第1巻、2011年7月、72-97頁。
- 『徳島文理大学公開講座』、桐野豊 (編)、東京：かんき出版、2012年。
  - 「B級ご当地グルメで町をおこす」渡邉英彦 (述)
  - 「鼎談 言葉は必ず形になっていく」渡邉英彦、立木さとみ、桐野豊 (述)
- 「ココロも満腹 東西の薀蓄」『金曜日』第49巻、2013年、42頁。
- 村上龍『カンブリア宮殿 村上龍×変革者』、日本経済新聞出版社、東京：テレビ東京、2015年。